# Boerne, Texas
Boerne là một thành phố thuộc quận Kendall, tiểu bang Texas, Hoa Kỳ. Năm 2010, dân số của xã này là 10471 người.

## Dân số
- Dân số năm 2000: 6178 người.
- Dân số năm 2010: 10471 người.